# ISPE FC
Der Institute of Science & Physical Education Football Club, auch als ISPE FC bekannt, ist ein myanmarischer Fußballverein aus Mandalay. Der Verein spielt in der höchsten Liga des Landes, der Myanmar National League.

## Geschichte
Der Verein wurde 2016 gegründet. Er startete in der zweiten Liga des Landes, der MNL-2. In der 2019 Saison wurde er Verein Vizemeister und stieg in die Myanmar National League auf.

## Erfolge
- Myanmarischer Zweitligavizemeister: 2019  ▲

## Stadion
Der Verein trägt seine Heimspiele im Mandalarthiri Stadium in Mandalay aus. Die Spielstätte hat ein Fassungsvermögen von 31.270 Zuschauern. Eigentümer der Sportstätte ist das Ministry of Health and Sports.

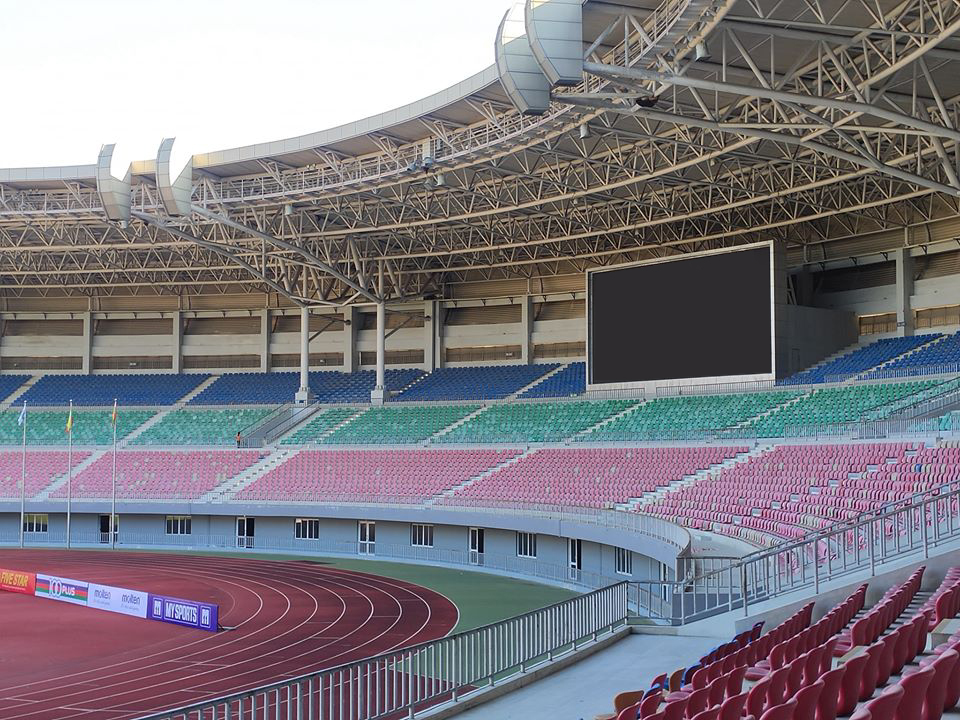
Mandalarthiri Stadium

Koordinaten: 21° 56′ 36,8″ N, 96° 5′ 55,5″ O

## Saisonplatzierung
| Saison  | Liga                    | Liga  | Liga             | Liga             | Liga             | Liga             | Liga             | Liga             | Liga             |
| Saison  | Liga                    | Level | Spiele           | S                | U                | N                | Tore             | Punkte           | Position         |
| ------- | ----------------------- | ----- | ---------------- | ---------------- | ---------------- | ---------------- | ---------------- | ---------------- | ---------------- |
| 2019    | MNL-2                   | 2     | 14               | 10               | 3                | 1                | 32:11            | 33               | 2. ▲             |
| 2020    | Myanmar National League | 1     | 18               | 3                | 2                | 13               | 12:45            | 11               | 9.               |
| 2021    | Myanmar National League | 1     | Keine Austragung | Keine Austragung | Keine Austragung | Keine Austragung | Keine Austragung | Keine Austragung | Keine Austragung |
| 2022    | Myanmar National League | 1     | 17               | 7                | 4                | 7                | 25:21            | 25               | 7.               |
| 2023    | Myanmar National League | 1     | 22               | 9                | 5                | 8                | 38:31            | 32               | 4.               |
| 2024/25 | Myanmar National League | 1     | 22               | 8                | 5                | 9                | 31:31            | 29               | 7.               |

## Trainerchronik
| Name           | Zeit beim ISPE FC | Zeit beim ISPE FC |
| Name           | von               | bis               |
| -------------- | ----------------- | ----------------- |
| U Aung Nay Win | 1. Januar 2020    | 31. Dezember 2021 |
| U Chit Naing   | 1. Januar 2022    | heute             |

## Kader
Stand: Februar 2024
| Nr. |         | Position | Name                    |
| --- | ------- | -------- | ----------------------- |
| 1   | Myanmar | TW       | Htet Zaw Linn           |
| 2   | Myanmar | AB       | Zin Maung Maung         |
| 3   | Myanmar | AB       | Zin Ye Naung            |
| 4   | Myanmar | AB       | Kyaw K Zaw              |
| 5   | Myanmar | AB       | Aung Myint              |
| 6   | Myanmar | ST       | Saw Hser Ka'paw Say     |
| 7   | Myanmar | MF       | Thein Zaw Thiha         |
| 8   | Myanmar | MF       | Khaing Ye Win (captain) |
| 9   | Myanmar | ST       | Ba Nyar Thein           |
| 10  | Myanmar | ST       | Win Pyae Maung          |
| 11  | Myanmar | MF       | Than Toe Aung           |
| 12  | Myanmar | AB       | Theik Shwe San          |
| 13  | Myanmar | MF       | Soe Lin Aung            |
| 14  | Myanmar | MF       | Chit Yin Htoo           |
| 15  | Myanmar | ST       | Naing Lin Phyo          |

| Nr. |         | Position | Name              |
| --- | ------- | -------- | ----------------- |
| 16  | Myanmar | AB       | Ya Wai Kyaw       |
| 17  | Myanmar | AB       | Kyaw Thiha Zaw    |
| 18  | Myanmar | TW       | Chit Min Htwe     |
| 19  | Myanmar | MF       | Hein Htet Nyein   |
| 20  | Myanmar | MF       | Thet Htoo San     |
| 21  | Myanmar | ST       | Sai Zin Lin Ko Ko |
| 22  | Myanmar | ST       | Naing Naing Kyaw  |
| 23  | Myanmar | AB       | Moe Swe Aung      |
| 24  | Myanmar | MF       | Pajei Lam         |
| 25  | Myanmar | AB       | Kyaw Zaya         |
| 27  | Myanmar | MF       | W W Tun           |
| 28  | Myanmar | MF       | Ci Yan Poh        |
| 29  | Myanmar | MF       | Thiha Kyaw        |
| 30  | Myanmar | TW       | Paing Zin         |
| 31  | Myanmar | ST       | Sanda Naing       |
| 32  | Myanmar | MF       | LB Too Jar        |